# Тіммі Трампет
Тімоті Джуд Сміт (англ. Timothy Jude Smith; нар. 9 червня 1982, Сідней, Австралія), відомий під псевдонімом Тіммі Трампет (англ. Timmy Trumpet) — австралійський музикант, ді-джей, автор пісень і продюсер. Він став міжнародно відомим завдяки живій грі на трубі та використанню джазових елементів у танцювальній музиці.
Тімоті Джуд Сміт народився в Сіднеї, Австралія. Почав грати на трубі в 4 роки, навчав його батько.

## Дискографія
- Mad World (2020)[4]